# أحمد علي الإمام
أحمد علي الإمام (1364- 1433 هـ / 1945- 2012 م)، عالم دين سوداني. مستشار الرئيس السوداني سابقًا لشؤون التأصيل والتخطيط الإستراتيجي، والرئيس السابق لمجمع الفقه الإسلامي في السودان.

## سيرته
ولد بمدينة دُنْقُلا بشمالي السودان، تلقى تعليمه في المرحلة الابتدائية بمعهد دنقلا العلمي وتلقى تعليمه الثانوي في معهد أم درمان العلمي، بأم درمان تخرج من جامعة أم درمان الإسلامية عام 1974 - حفظ القرآن يافعاً في خلوة الشيخ صالح علي الأزهري، تعلَّم على يد الشيخ محمد إبراهيم الطيب، وتلقى علوم الفقه واللغة على يد والده الشيخ علي الإمام، ثم على علماء عصره - حصل على درجة الدكتوراه من جامعة أدنبرا، بريطانيا، في علوم القرآن، مع عناية خاصة بنقد أعمال المستشرقين في لغويات وتاريخ القرآن.

## وظائفه
1. عمل محاضراً بجامعة أم درمان الإسلامية.
2. عمل في وزارة التربية والتعليم معلمًا بمدارسها الثانوية في دنقلا ومدني.
3. عمل بالتدريس في الكلية الإسلامية في زنجبار بتنزانيا، وحقل الدعوة الإسلامية بشرق إفريقيا (1974- 1978م).
4. عمل محاضرًا بجامعة أم درمان الإسلامية منذ 1979م، ثم انتقل للعمل لفترة محاضرًا بجامعة أدنبرة.
5. عمل مديرًا للمركز الإسلامي بأدنبرة، ورئيسًا لاتحاد الطلاب المسلمين في جامعات أدنبرا، ثم كان رئيسًا لاتحاد طلاب الدراسات العليا في جامعة أدنبرا.
6. عمل مديراً لجامعة القرآن الكريم والعلوم الإسلامية في السودان. الوظائف التنفيذية التي تقلدها:
7. شغل منصب الأمين العام لهيئة علماء السودان .
8. ثم عمل مديرًا لجامعة القرآن الكريم والعلوم الإسلامية في السودان .
9. ثم شغل منصب رئيس مجمع الفقه الإسلامي السوداني.
10. ثم عمل مستشارًا لرئيس الجمهورية لشئون التأصيل والتخطيط الإستراتيجي منذ مارس 1998م حتى الفترات الأخيرة لوفاته حتى أُعفي منها نسبة لمعاناته مع المرض الذي ألزمه الفراش الأبيض منذ العام 2011م حتى وافته المنية اليوم الثلاثاء الـ30من أكتوبر للعام2012.

## مشاركاته
شارك في عدد من المؤتمرات والندوات العلمية الإسلامية، في دول مختلفة، على مستوى العالم. له العديد في الدراسات والأبحاث، باللغتين العربية والإنجليزية، وبعضها منشور، ومنها ما لا يزال مخطوطّا، مما يتصل بعلوم القرآن، وتطبيق الشريعة، ومستقبل الإسلام، والجهاد في سبيل الله، ودور العرب في انتشار الإسلام في شرقي أفريقيا. - يجيد اللغات: الإنجليزية والسواحلية، فضلاً عن العربية.

## بحوثه وآثاره
للأستاذ الدكتور أحمد علي الإمام العديد من الدراسات والبحوث العلمية باللغتين العربية والإنجليزية منها ما هو منشور أصدرته بعض دور النشر وبعضها مازال مخطوطًا تتصل كلها بعلوم القرآن والدراسات الإسلامية منها الآتي:
- 1.the varianT reading of the quran
- - أهل الذكر وساحات الجهاد.
- - نظرات معاصرة في فقه الجهاد.
- - الشهادة وحياة الشهداء.
- - تطبيق الشريعة الإسلامية وأثره في إصلاح المجتمع.
- - تطبيق الشريعة الإسلامية في مجتمع متعدد الملل والثقافات.
- المستقبل للإسلام.
- - الأذكار والأدعية المختارة.
- - دليل الحاج.
- - المرشد للجهاد.
- - الاستسقاء.
- - القنوت.
- - غرس القيم الإسلامية في الناشئة (تحت الطبع).
- - مفاتح فهم القرآن.
- - الصحبة والصحابة.
- - من حديث الهجرة: أنفاس طاهرة من لطائف السيرة النبوية.

## أوراقه العلمية
- هيمنة القرآن الكريم وعالميته وخلوده.
- أخلاق الصيرفي الإسلامي.
- معايير اختيار مدرسي العلوم الشرعية.
- البعد الفكري للمسيرة الإسلامية المعاصرة.
- المختصر في علوم القران الكريم.
- بشائر مستقبل العالم الإسلامي في وجه التحديات الحضارية المعاصرة.
- العلماء بين تحريف الغالين وانتحال المبطلين وتأويل الجاهلين.
- التفسير الموضوعي للقران الكريم.

- حفظ القرآن يافعاً في خلوة الشيخ صالح علي الأزهري ، تعلَّم على يد الشيخ محمد إبراهيم الطيب ، وتلقى علوم الفقه واللغة على يد والده الشيخ علي الإمام، ثم على علماء عصره

## وفاته
توفي أحمد علي الإمام في الخرطوم، يوم الثلاثاء 14 ذي الحِجَّة 1433هـ الموافق 30 أكتوبر (تشرين الأول) 2012م.